# Medma
Medma – kolonia Lokrów na południu Italii. Założona około roku 575 p.n.e.